# Otto Jokl
Otto Jokl (* 18. Januar 1891 in Wien, Österreich-Ungarn; † 13. November 1963 in New York City) war ein österreichischer Komponist, Musiktheoretiker und Musikpädagoge, Kapellmeister, Verlagsmitarbeiter bei Universal Edition und Associated Music Publishers (AMP) sowie Schüler von Alban Berg.

## Leben
Otto Jokl wurde am 18. Januar 1891 als Sohn von Anton und Mathilda Jokl, geborene Mandeltort, im Stadtteil St. Ulrich in Wien geboren. Seine Geschwister waren Georg Jokl (* 31. Juli 1896 in Wien; † 13. November 1954 in New York City), ebenfalls Komponist, und Grete Jokl, deren Existenz lediglich aus einer Widmung in einer Komposition hervorgeht. Seine musikalische Ausbildung erhielt er zunächst am Wiener Konservatorium (heute: Universität für Musik und darstellende Kunst Wien) bei Hermann Grädener, wo er 1918 promovierte, und setzte seine Studien von 1926 bis 1930 bei dem Komponisten Alban Berg fort. Danach war Jokl in seiner Heimatstadt als Musikpädagoge und Klavierlehrer tätig. Mit einer Orchestersuite gewann er unter anderem den Emil-Hertzka-Preis in Wien. Zu dieser Zeit entwickelte sich Jokl zu einem der wichtigsten Assistenten Bergs. Außerdem entstanden in dieser Zeit seine bedeutendsten Werke wie die Heitere Suite op. 24, die Sonatine für Violine und Klavier op. 11, die Klaviersonatine op. 21, sein 1. Streichquartett op. 25 und das 2. Streichquartett op. 28, die Orchestersuite op. 26 und die Yugoslavian Folk Melodies. Jokl war auch als Kapellmeister in Wien und an der Kroll-Oper in Berlin tätig.
Eine weitere Entfaltung des hochbegabten Talents verhinderte dann das völlige Abschotten des deutschen Musiklebens seit der Machtübernahme durch die Nationalsozialisten gegenüber allem, was mit dem Schönberg-Kreis zu tun hatte. Die Angliederung Österreichs an das Deutsche Reich verurteilte den Komponisten schließlich zum Verstummen, zumal er auch jüdischer Abstammung war. Am 14. Juni 1939 trat Jokl zum Katholizismus über, sein Taufpate war Anton von Webern.
Im Februar 1940 emigrierten Jokl und seine Frau Ilona nach New York, um den Nationalsozialisten endgültig zu entgehen. 1945 erhielt er die uneingeschränkte amerikanische Staatsbürgerschaft. Mit seinem 2. Streichquartett op. 28 gestaltete er am 4. Dezember 1948 unter dem Pseudonym Anthony Garden seinen ersten Auftritt in den USA. Über die Jahre (auch schon in Europa) war Jokl außerdem bei Musikverlagen beschäftigt. Er arbeitete bei Schott, Doblinger, Universal Edition (UE), Associated Music Publishers (AMP) (heute: G. Schirmer/AMP) und bei der Coleman-Ross Company. Bei AMP in New York belegte er die Stelle des Redakteurs.
Jokl war mit dem Komponisten Richard Mohaupt befreundet, der 1939 ebenfalls aus Deutschland nach New York geflohen war. Mohaupt widmete ihm seine bei AMP verlegte Sinfonie Nr. 1 „Rhythmus und Variationen“: Das Werk mit der Widmung „To my dear friend Otto Jokl“ wurde am 5. März 1942 durch das New York Philharmonic unter Eugène Aynsley Goossens in der Carnegie Hall New York uraufgeführt.
Jokl starb 1963 in New York.

## Pseudonyme
Jokl verfasste einige Werke vorwiegend nach seiner Emigration unter folgenden Pseudonymen:
- Anthony Garden
- Jack Mason
- Lionel Jones
- Gabriel Johnston
- James Kelliot

## Kompositionsstil
Jokls Personalstil ist stark von seinem Lehrer und Mentor Alban Berg und der Zweiten Wiener Schule geprägt. Viele Rezensionen stellen vor allem sein kontrapunktisches Können sowie den parodistisch-ironischen Einschlag heraus, den seine handwerklich gut gebaute Musik kennzeichnet. Besonders im Bereich der Melodik besitzt Jokl seine Stärken, die seine klar strukturierten und mit feinem Klangsinn sowie Erfindungsstärke angefüllten Werke anführen. Sein Œuvre weist neben Kompositionen mit dodekaphoner Faktur, die die Schönberg-Herkunft belegen, auch expressionistische Züge und Anklänge an Johannes Brahms auf. Kritiker bemängelten, dass Jokls Kompositionen Tiefe und Witz fehle und dass seine Kompositionen aufgrund der radikalen Umsetzung der Zwölftontechnik befremdend und banal wirkten.

## Wettbewerbe
1931 nahm Jokl am Musikfest der Internationalen Gesellschaft für Neue Musik (IGNM) in Oxford teil. Rita Kurzmann-Leuchter, Pianistin und Sekretärin der IGNM, die 1931 an dem 9. Musikfest der IGNM für die Aufführungen der österreichischen Kompositionen zuständig war, präsentierte hierbei seine Sonatine für Klavier op. 21, mit welcher Jokl als Komponist zunächst nur wenig Erfolg erzielte: 

„Thereupon Rita Kurzmann, a Viennese pianist, played us a Sonatina by Otto Jokl, which sounded conscientious to a fault. I could not help feeling that the polyphonic interest demanded a contrast in timbre, and that the work would have been more effective as a trio.“

„A piano Sonatina by Otto Jokl (Austria), well played by Rita Kurzmann, was terribly earnest and graceless, good to study, perhaps, but unflattering to the ear.“

Zweimal wurde ihm der Emil-Hertzka-Preis verliehen: 1933 für sein 1. Streichquartett op. 25 und 1934 für die Orchestersuite op. 26. Als Jurymitglieder waren Alban Berg, Anton von Webern und Ernst Krenek vertreten. In einem für eine Bewerbung eigenhändig verfassten Lebenslauf nennt Jokl zudem einen Kammermusikpreis, den er 1948 unter dem Pseudonym Anthony Garden für sein 2. Streichquartett op. 28 gewann.

## Sonstige künstlerische Tätigkeiten
Otto Jokl wandte sich auch anderen künstlerischen Feldern zu. Es finden sich im Nachlass etliche Zeichnungen und Aquarelle Jokls, die neben Selbstporträts karge Stadtansichten und Stillleben zeigen. Darüber hinaus betätigte sich Jokl intensiv als Literat. Die im Nachlass enthaltenen Gedichte, Rundfunksketche, Märchen und Geschichten datieren ausschließlich aus der Zeit vor seiner Emigration. Den quantitativ größten Anteil nehmen die Gedichtsammlungen ein, die beispielsweise mit Naturlieder, Ich-Lieder oder Liebeslieder betitelt sind.

## Werkübersicht

### Vokalwerke

#### Gesang mit Orchester oder Kammerensemble
- Abend op. 1a. Bariton, Chor und kleines Orchester
- Abseits op. 17. 6 Lieder (Texte: Baudisch, Dauthendey, Fleischer, Holz, Illner). Gesang, Klarinette, Fagott, Viola, Violoncello, Kontrabass
- Chöre op. 18. Gemischter Chor bzw. Männerchor mit Flöte, 2 Trompeten, 2 Hörnern und Schlagzeug
- Einer Verlassenen op. 20 / 1. Männerchor mit Kammerensemble
- Eine Nacht. Dramatische Fantasie. 3 Singstimmen, 2 Violinen, Violoncello und Klavier
- Neurotic songs (Text: G. Hartwig). Mittlere Stimmen und kleines Orchester
- Das Sterben Jesu. Solisten, Chor und Orchester
- Wir wähnen lange recht zu leben. Männerchor mit Blechmusikbegleitung

#### A cappella und Chor mit Klavierbegleitung
- Es ruft. Solosopran und Frauenchor
- Die Heimatlosen (Text: Theodor Fontane). Gemischter Chor
- Lied der Stimmen in uns. Gemischter Chor
- Love, life and after. Kantate für Frauenchor mit Orchester
- Prayer (Text: Buscho-Klabund). Gemischter Chor
- Psalm. Gemischter Chor mit Klavier
- Reigen. Frauenchor mit Klavier
- The reply. Gemischter Chor
- So nimm denn meine Hände (Text: Julie Hausmann). Gemischter Chor
- Zur Lebensweisheit. 3 Sätze für gemischten Chor

#### Gesang mit Klavier
Ca. 110 Lieder nach Texten u. a. von Abrahams, Adler, Baumbach, Becher, Bonsels, Buscho-Klabund, Carossa, Carryl, Claudius, Conkling, Däubler, Darwin, Dauthendey, Dehmel, Dickinson, Fau, Fontane, Fried, Ginzkey, Goethe, Grogger, Hartl, Heine, Hesse, Holz, Keller, Liliencron, Luschnat, Masters, Mikoletzky, Resa, Rieger, Robinson, Vischer, Wedekind, Weitbrecht, Werfel.

#### Bühnenmusik
- Der eingebildete Kranke (Molière). Flöte, Viola und Cembalo (oder Klavier).

### Instrumentalwerke

#### Für Orchester
- Eight-minute-Symphony
- 5 Fugen
- Longing for home. Für Oboe und Streichorchester
- Passacaglia
- Präludium und Fuge op. 7
- Scherzo-bizzaro
- Sinfonietta
- Sinfonietta seria op. 27
- 2 Stücke für Streichorchester op. 12
- 2 Suiten für Orchester
- Trauermarsch (1922)

#### Kammermusik
- Dance of the puppets. Klavierquartett
- Duo für Violine und Violoncello (1925)
- Heitere Suite op. 24. Für Altsaxophon, Trompete, Posaune, Violine, Klavier und Schlagzeug
- Quartett für Flöte, Oboe, Klarinette und Fagott
- 4 Streichquartette
- 1 Streichquintett
- Sonatine für Violine und Klavier op. 11
- Sonate für Violoncello und Klavier op. 13
- Sonate für Violine und Klavier op. 29
- Stück für Violine und Violoncello (1927)
- Suite über jugoslawische Volkslieder für Streichquintett
- Trio für Oboe, Klarinette und Horn
- Trio für Violine, Violoncello und Klavier op. 10

#### Werke für Klavier
- Der Bär
- The day of an American baby
- Fantasie
- Fantastische Improvisation
- The frames of mind
- Jazzvariationen
- Melodie
- Sonatine op. 21
- Sonate op. 14
- 11 Stücke
- Stück für zwei Klaviere
- 5 Tanzstücke
- Variationen für Klavier op. 8
- Die Wanderer. Fuge

### Bearbeitungen
- von Werken Alban Bergs, Giacomo Meyerbeers, Robert Schumanns, Karl Maria von Webers, Kurt Weills und Anton von Weberns.